# Rothschildia jacobaeae
Rothschildia jacobaeae là một loài bướm đêm thuộc họ Saturniidae. Nó là loài đặc hữu của Argentina.
Sải cánh dài 80–100 mm.
Ấu trùng ăn Fraxinus, Ligustrum vulgare và Ligustrum sinense.

## Hình ảnh

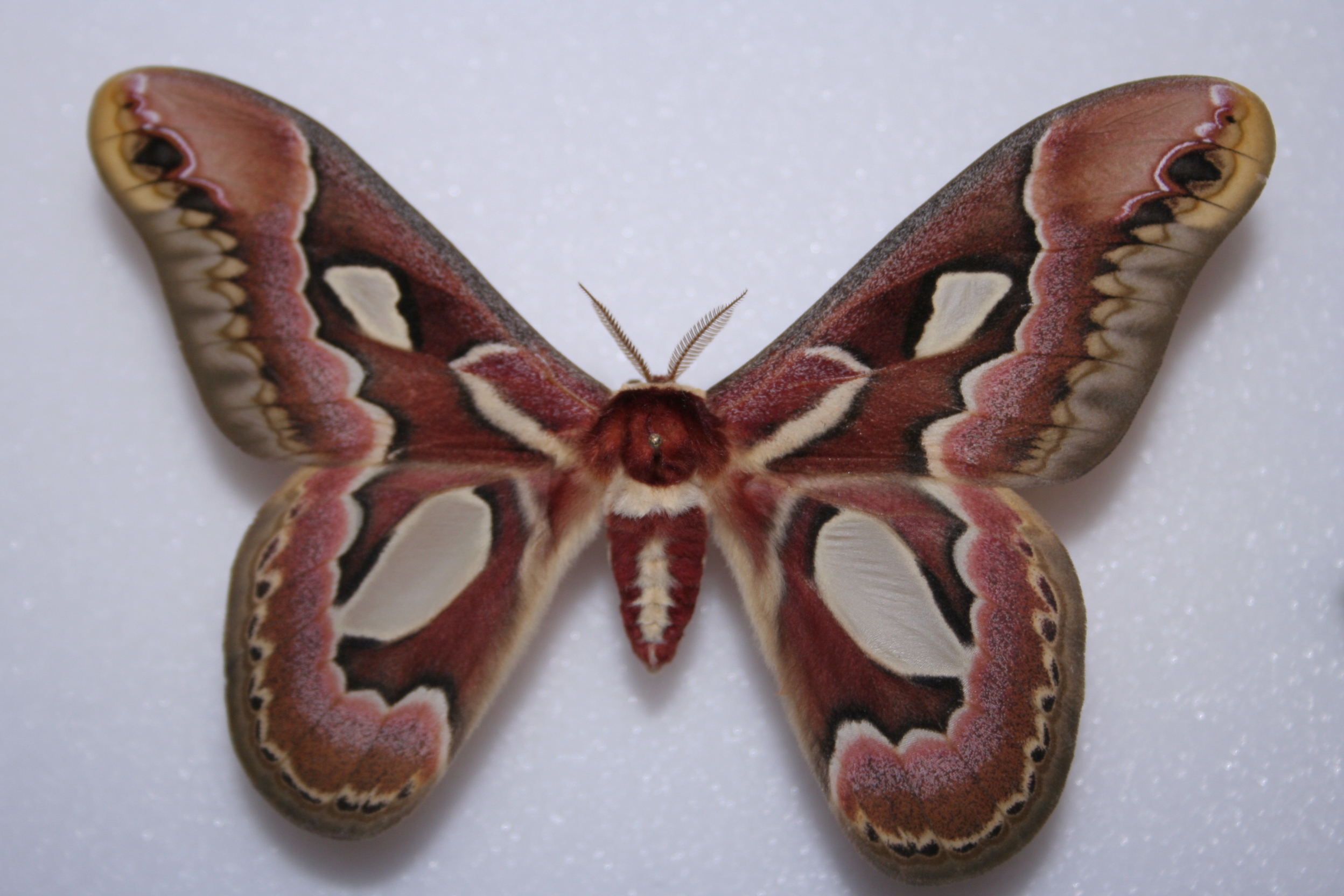
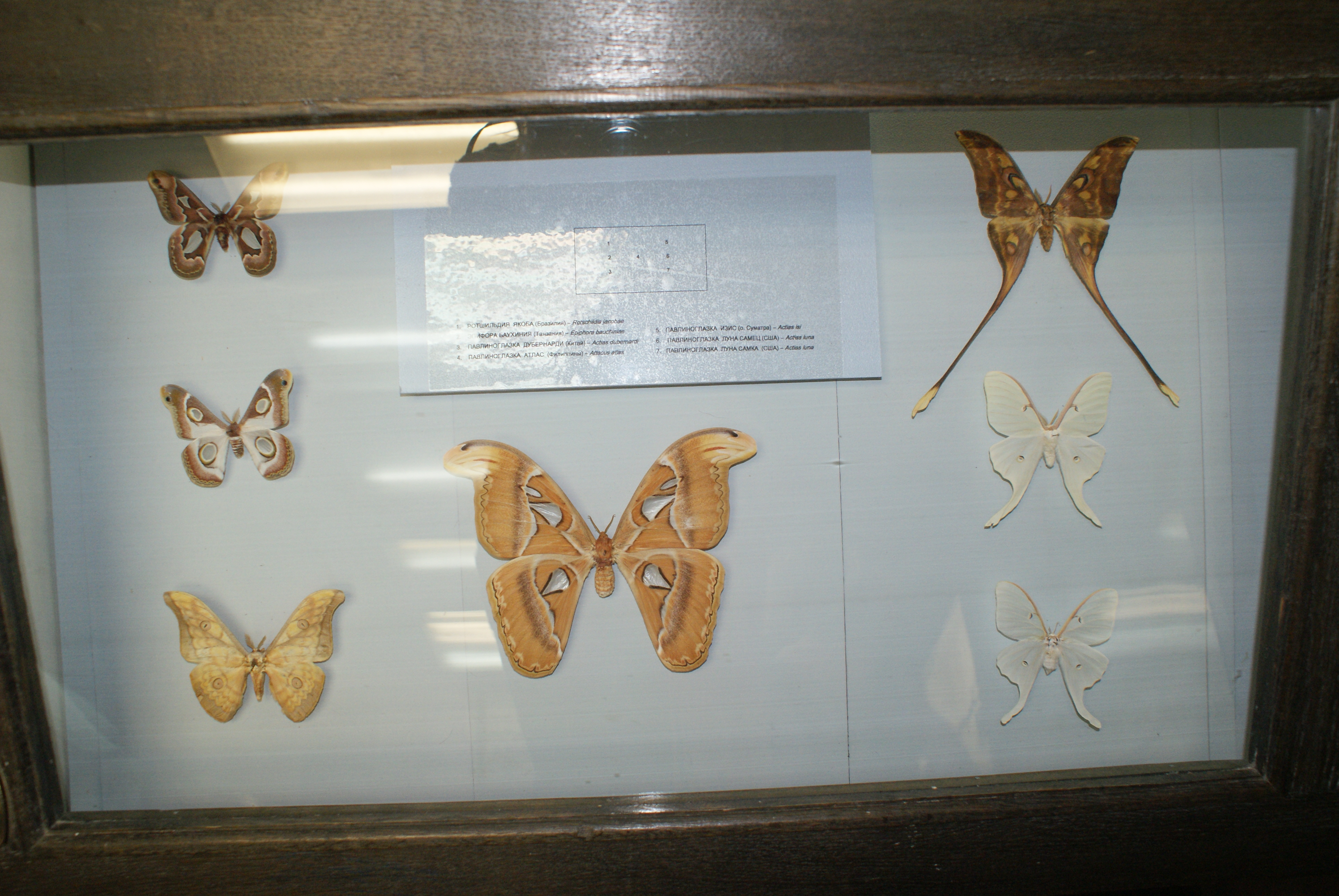